# Akademiezentrum Sankelmark
Akademiezentrum Sankelmark er en nordtysk uddannelsesinstitution, der tilbyder seminarer og konferencer om politiske og kulturelle emner i grænselandet. 
Akademiet blev åbnet i juni 1952 og drives af den tyske grænseforening. Bygningen er beliggende i naturskønne omgivelser øst for landsbyen Sankelmark ved Sankelmark Sø (Sanklam) tæt på Flensborg i Sydslesvig i den nordtyske delstat Slesvig-Holsten. På samme sted skulle 1948 bygges en dansk højskole. Til dette formål havde den danske skoleforening i Sydslesvig allerede lejet en egnet grund ved Sankelmark Sø. Opførelsen blev dog forhindret af landråd og senere ministerpræsident Lübke under henvisning til, at området var fredet - på trods af dette blev her kort tid efter det nuværende tyske akademi bygget - under Lübke som den tyske grænseforenings formænd. Lübke selv kommenterede begivenhederne 1948 med følgende ord: Jeg vil gerne åbent indrømme, at vi ikke ønsker en dansk højskole ved Sankelmark Sø (Ich möchte mich offen dazu bekennen, dass wir keine dänische Volkshochschule am Sankelmarker See wollen.). Episoden illustrerer de nationale modsætninger i tiden efter anden verdenskrig. I stedet blev de danske højskoleplaner realiseret i Jaruplund, hvor Jaruplund Højskole begyndte sin virksomhed i 1950.
Akademiet rummer et atombunker, hvor delstatsregeringen skulle evakueres under atomkrig. 